# Вафра
Вафра — нафтове родовище в Кувейті.

## Історія
Відкрите в 1953 р., розробляється з 1954 р.

## Характеристика
Входить до нафтогазоносного басейну Перської затоки. Початкові промислові запаси нафти 607 млн т. Приурочене до брахіантиклінальної складки розміром 16х24 км. Поклади пластові склепінчасті. Продуктивні еоцен-палеоценові вапняки, а також пісковики і вапняки ниж. крейди на глиб. 660—2050 м. Теригенний колектор — ґранулярний, карбонатний поровотріщинний. Густина нафти 910 кг/м3, в'язкість 0,031 Па с, S -3,9 %.

## Технологія розробки
Експлуатуються декілька фонтануючих і бл. 300 глибиннонасосних свердловин.